# Saint-Christophe (Charente-Maritime)
Saint-Christophe é uma comuna francesa na região administrativa da Nova Aquitânia, no departamento de Charente-Maritime. Estende-se por uma área de 13,64 km². Em 2010 a comuna tinha 1 379 habitantes (densidade: 101,1 hab./km²).